# Thomshill
Thomshill è una località della Scozia dove si ritiene possibile sia esistito un fortino romano ai tempi delle spedizioni di Giulio Agricola in Caledonia.

## Storia
Nell'83 Giulio Agricola si spinse fino al nord della Scozia, raggiungendo l'area di Inverness, vicino al Moray Firth. Vi creò alcuni forti ed accampamenti, tra cui il possibile Fortino di Thomshill, vicino alla foce del fiume Lossie. Questo Fortino fu subito abbandonato, a seguito del trasferimento di Agricola dalla Britannia romana, assieme ai vicini Forti di Cawdor e Balnageith dove probabilmente svernarono alcuni legionari dopo la vittoria romana al Monte Graupio.
Thomshill si trovava a poca distanza da Fochabers, dove passava una supposta Strada romana (Roman road) che collegava l'area del Moray Firth alle fortificazioni del Gask Ridge.

## Caratteristiche

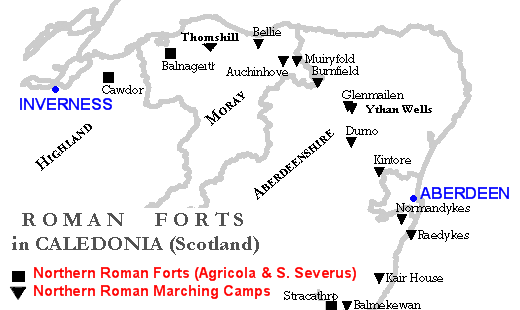
Il Fortino romano di Thomshill si trova non lontano da Inverness. Viene considerato come uno dei luoghi di massima penetrazione romana nel nord della Scozia

Il Fortino era difeso da due fossati, che avevano una ampiezza complessiva di 5 metri. Purtroppo, essendo localizzato in una zona agricola, il Fortino di Thomshill ha avuto distrutti dall'aratro nei secoli praticamente tutti i terrapieni e fossati. Altrettanto è successo con ogni traccia di struttura interna di tipo abitativo ed amministrativo. Inoltre l'archelogo Daniels ritiene che il Fortino, secondo lui di circa 1,75 ettaree,  sia simile a quello rinvenuto a Fendoch (vicino a Perth) ed abbia ospitato una unità quinquagenaria di legione. A metà Ottocento furono rinvenute mattonelle romane nei dintorni del sito, ma solo nel 1984 è stato studiato in dettaglio, determinandone l'ampiezza in oltre 1,4 ettari e con caratteristiche dell'epoca di Agricola.